# Eunice vittata
Eunice vittata är en ringmaskart som först beskrevs av Delle Chiaje 1828.  Eunice vittata ingår i släktet Eunice och familjen Eunicidae. Arten har ej påträffats i Sverige. Inga underarter finns listade i Catalogue of Life.